# ORJUNA
ORJUNA (ОРЈУНА) è l'acronimo utilizzato per indicare l'Organizzazione dei Nazionalisti Jugoslavi (Организација Југославенских Националиста), una formazione politica d'ispirazione fascista attiva in Jugoslavia tra il 1921 ed il 1929. Guidata da Milan Pribićević, ORJUNA sostenne lo jugoslavismo opponendosi radicalmente ai movimenti separatisti, nazionalisti serbi e croati. Propugnò, inoltre, la creazione di uno Stato corporativo, alternativo sia alla democrazia liberale che al comunismo sovietico.

## Storia
ORJUNA fu fondata a Spalato nel marzo 1921 dall'amministratore regio della Croazia allo scopo di prevenire eventuali minacce separatiste e comuniste. Essa nacque dalla fusione di varie organizzazioni giovanili attive negli anni '10 e fu particolarmente forte nelle zone della Slovenia e della Croazia in cui era vivo l'irredentismo italiano e austriaco e in Vojvodina, dove era attivo il separatismo ungherese.
I membri dell'organizzazione erano etnicamente appartenenti a tutte le varie nazionalità jugoslave, anche se la maggioranza dei componenti fu rappresentata dai croati della Dalmazia. Al pari di molti movimenti fascisti sorti nel resto d'Europa, ORJUNA si dotò di propri organi di stampa, di un sindacato, di un movimento studentesco chiamato "Giovane Jugoslavia" (Mladi Jugoslavije) e di una formazione paramilitare che prese il nome di "Sezione Azione" (Akcija Odjeljak). Le squadre d'azione arrivarono a contare circa 10.000 unità nel 1925. Il primo presidente dell'organizzazione fu Marko Nani, con Edo Bulat alla segreteria. Tuttavia, il leader riconosciuto del gruppo divenne Milan Pribićević.
Le prime iniziative del movimento furono delle manifestazioni anticomuniste in risposta all'assassinio del ministro dell'interno Milorad Drašković. Esse si svolsero nelle città di Spalato, Osijek e Zagabria. Nella futura capitale croata, i militanti assaltarono e demolirono le sedi dei giornali che avevano accusato il governo dell'omicidio del ministro.
ORJUNA non si presentò mai direttamente alle elezioni e i suoi sostenitori votarono i partiti ideologicamente affini ad essa. Nel 1929, quando il Re Alessandro I proclamò la sua personale dittatura e sciolse il Parlamento, l'organizzazione supportò l'azione del sovrano, ma a causa della messa al bando di tutti i gruppi politici cessò di esistere.
A livello ideologico, l'obiettivo fondamentale dell'organizzazione fu la difesa dell'integrità territoriale dello Stato unitario jugoslavo, tanto da arrivare a scontrarsi anche con le guardie di frontiera austriache ed italiane. A ciò si aggiunse il culto del capo (il termine "Vodjia" fu utilizzato come equivalente dell'italiano "Duce") e della forza, identificabile in slogan come "Vittoria o Morte" e "Chi non è con noi, è contro di noi".